# 孙秀兰 (手球运动员)
孙秀兰（1961年3月27日—），中国女子手球运动员。她在1984年洛杉矶夏季奥林匹克运动会中，参加了女子手球比赛并获得铜牌。比赛期间，她一共贡献12粒进球。